# Harjatani
Harjatani is een bestuurslaag in het regentschap Serang van de provincie Banten, Indonesië. Harjatani telt 11.443 inwoners (volkstelling 2010).